# 베디비어
베디비어(Bedivere /ˈbɛdɪvɪər/ 혹은 /ˈbiːdɪvɪər/; 웨일즈어: Bedwyr; 프랑스어: Bédoier, 또한 다른 철자로는 Bedevere)는 브리튼 이야기에 등장하는 가장 초기의 등장인물들 중 한명으로서, 본래 Bedwyr Bedrydant라는 이름으로 여러 초기 웨일즈 서적에 등장하였다. 후기판에서 그는 아서왕의 원탁의 기사로서 아서왕의 측근이자 최종적으로 엑스칼리버를 호수의 귀부인에게 돌려주는 인물로 서술된다. 그는 그의 형제인 루칸과 그의 사촌인 그리플렛, 그리고 케이와 자주 연관된다.

## 웨일즈 전승
초기 웨일즈 서적들에서 Bedwyr Bedrydant("완벽한 힘의 Bedwyr")는 아서왕에게 충성을 맹세한 잘 생긴 외팔이 기사이다. 그의 아버지는 페드로드 혹은 베드로드로 서술되며, 그의 자식으로는 암헤른과 에누아그가 있으며 이 둘 다 아서왕의 기사들이다.

베디비어에 대한 극초기의 직접적인 언급들 중 하나는 파 구어라는 시에서 찾아볼 수 있으며 이 시는 베디비어, 케이, 그리고 매나비든을 포함한 아서왕의 기사들의 업적에 대해 이야기한다. 그 중 베디비어에 대해서 이 시의 서술자는 다음과 같이 말한다:
100명의 기사가 쓰러졌네 / 완벽한 힘의 베디비어 앞에.
 /

트라이얼위드의 해변 위에 / 포악한 본성을 가진 / 갈위드와 싸우며 / 칼과 방패를 들고.
9세기 버전의 엥글리니온 이 베드다우(무덤의 스탠자)에서는 베디비어의 마지막 안식처가 트리판이라고 기술되어 있다. 성 카독의 성인전(聖人傳)에서 베디비어는 아서 그리고 케이와 함께 브리케니오그 왕의 딸인 그레이디스를 납치한 기넬리그의 왕 기넬리에 맞서 싸우는 것으로 나온다. 베디비어에 대한 가능성 있는 암시는 9세기 마르나드 카델론 앱 카드판(Marwnad Cadwallon ap Cadfan) 속 베디비어의 우물에서 찾아볼 수 있다. 웨일즈 트라이어드에서는 베디비어를 "전투의 왕관을 쓴 자"로 명명하며, 트리스탄, 휴일 맙 코, 그리고 케이보다도 우월한 인물로 서술한다. 케이가 자주 말하는 캐치프레이즈인, "내 친우의 손으로"라는 문구는 베디비어의 장애(외팔)를 말하고 있는 것이다.
쿨후흐와 올루엔(Chulhwch and Olwen) 베디비어는 그의 친구 케이와 함께 아서왕의 기사 중 수장으로 나오며 세계에서 가장 잘 생긴 인물이자 마법의 창의 소유자로 일컬어진다. 그는 쿨후흐가 올루엔의 결혼 승낙을 받기 위한 여정을 돕기 위해 등장하며 쿨후흐를 위해 거인 어스바다덴을 자신의 독이 묻은 창으로 공격한 첫 번째 기사이다. 베디비어는 어스바다덴이 쿨후흐에게 던져준 불가능한 의뢰들을 돕는다; 그는 케이와 고레우 팝 쿠스텐닌이 거대한 자 울나흐를 죽이는 것, 마본 압 모드론을 감옥으로부터 구하는 것, 수염난 딜루스의 머리카락을 회수해 오는 것을 도우며 아서가 아일랜드를 공격할 때 드윌나흐의 가마솥을 노획하고, 아서왕의 충견 카볼과 함께 투르흐 트뤼스를 사냥하는데 일조했다. 이 이야기는 의뢰들의 종결, 어스바다덴의 굴복과 죽음, 그리고 쿨후흐와 울루엔의 결혼으로 끝난다.

## 참고 문헌
1. ↑  Higham, Nicholas J. (2018년 11월 20일). 《King Arthur: The Making of the Legend》 (영어). Yale University Press. ISBN 978-0-300-24086-3.
2. 1 2  “Pa gur: Arthur and Glewlwyd Mighty-grasp”. 2011년 7월 23일. 2011년 7월 23일에 원본 문서에서 보존된 문서. 2020년 4월 8일에 확인함.
3. ↑  Bromwich, Rachel. Trioedd Ynys Prydein.
4. ↑  Davies, Sioned. The Mabinogion. Oxford University Press, 2005.
5. ↑  S Davies trans, The Mabinogion (Oxford 2007) p. 189-90.
6. ↑  S Davies trans, The Mabinogion (Oxford 2007) p. 193 and p. 205-10.